# Krystyna Oleksy
Krystyna Oleksy – polska edukatorka, muzealniczka oraz filolożka. Przez prawie 40 lat pracy zawodowej związana z Państwowym Muzeum Auschwitz-Birkenau. Laureatka nagrody "Światło Pamięci".

## Wykształcenie
Ukończyła studia z filologii polskiej Uniwersytetu Jagiellońskiego w Krakowie oraz podyplomowego Studium Muzeologicznego.

## Praca zawodowa
Po studiach rozpoczęła pracę w dziale naukowo-oświatowym Państwowego Muzeum Auschwitz-Birkenau (PMAB). Następnie pracowała w muzealnym wydawnictwie. Od grudnia 1990 do lutego 2012 pełniła funkcję wicedyrektorki Państwowego Muzeum Auschwitz-Birkenau. W ramach muzeum zainicjowała utworzenie Międzynarodowego Centrum Edukacji o Auschwitz i Holokauście (MCEAH). Od powstania MCEAH w 2005 roku kierowała jego działaniami jako zastępca dyrektora muzeum ds. edukacji.
Zainicjowała także program stałej współpracy PMAB z Instytutem Jad Waszem w Jerozolimie. Efektem tej współpracy jest wyszkolenie ponad tysiąca edukatorów, nauczycieli i przewodników izraelskich w Polsce i polskich w Izraelu.
Krystyna Oleksy jest także współautorką scenariusza ekspozycji prezentowanej w budynku centralnej łaźni obozowej w Birkenau. Wystawa ta przedstawia świat Żydów w Europie przed Holokaustem. Wystawie tej towarzyszy katalog-album Zanim odeszli… Fotografie odnalezione w Auschwitz, którego jest współautorką.
W kadencji 2017–2021 pełniła funkcję przewodniczącej Rady Muzeum Auschwitz-Birkenau. Nominowana także na kolejną kadencję (2021–2025), w kwietniu 2021 złożyła rezygnację z członkostwa w radzie. Jej odejście poprzedzone było polityczną nominacją Beaty Szydło, po której – w ramach protestu przeciw upolitycznianiu Rady oraz samego muzeum – rezygnację złożyło dwóch członków rady: prof. Stanisław Krajewski – filozof, oraz Marek Lasota – dyrektor Muzeum Armii Krajowej. Krystyna Oleksy w swoim liście rezygnacyjnym do MKiDN nie podała uzasadnienia swojej decyzji.
Łącznie, z Państwowym Muzeum Auschwitz-Birkenau pracowała przez 37 lat.
Dodatkowo objęła funkcję członkini międzynarodowej rady naukowej Instytutu Fritza Bauera we Frankfurcie nad Menem, Międzynarodowej Rady Miejsca Pamięci i Muzeum Topografia Terroru w Berlinie, Międzynarodowej Komisji Ekspertów Miejsca Pamięci Bergen-Belsen oraz Muzeum w Żabikowie.

## Odznaczenia i nagrody
W 2012 roku otrzymała nagrodę „Światło Pamięci”. Została odznaczona Złotym Krzyżem Zasługi (2000) oraz Krzyżem Oficerskim Orderu Odrodzenia Polski (2004).